# 山口類児
山口 類児（やまぐち るいじ、1963年 - ）は、日本の美術監督。NHK職員。

## 略歴
文化人類学者・山口昌男の長男。武蔵野美術大学造形学部空間演出デザイン学科卒業、1988年同大学院造形研究科修士課程空間演出デザインコース修士課程修了後、NHKに入局、デザインセンター映像デザイン部所属。チーフディレクター、プロダクションデザイナーを務める。

## 関わった作品

### テレビドラマ
- 連続テレビ小説「天うらら」（1998年）
- 連続テレビ小説「私の青空」（2000年）
- 「トトの世界〜最後の野生児〜」（2001年）
- 「抱きしめたい」（2002年）
- 金曜時代劇「蝉しぐれ」（2003年）
- 月曜ドラマシリーズ「私の青空2002」（2002年）
- 月曜ドラマシリーズ「夢みる葡萄」（2003年）
- 大河ドラマ「義経」（2005年）
- 土曜ドラマ「マチベン」（2006年）
- 土曜ドラマ「ハゲタカ」（2007年）
- 大河ドラマ「篤姫」（2008年）
- 大河ドラマ「龍馬伝」（2010年）
- 大河ドラマ「平清盛」（2012年）
- 土曜ドラマ「ロング・グッドバイ」（2014年）
- 土曜ドラマ「64（ロクヨン）」 (2015年)
- 大河ドラマ「精霊の守り人」（2017年）

## 受賞歴
- 第3回映像技術賞美術部門 受賞（2003年「蝉しぐれ」）
- 第7回映像技術賞美術部門 受賞（2007年「ハゲタカ」）
- 第8回映像技術賞美術部門 受賞（2008年「篤姫」）
- 第38回伊藤熹朔賞協会賞 受賞（2010年「龍馬伝」）